# 모하메드 와히드 하산
모하메드 와히드 하산(디베히어: ޑރ. މުހައްމަދު ވަހީދު ޙަސަން, 문화어: 모함메드 와히드 하싼, 1953년 1월 4일~)은 몰디브의 정치인으로, 제5대 몰디브의 대통령이다. 마우문 압둘 가윰의 30년 통치를 끝냈던 2008년 선거에서, 대통령 후보로 나섰던 모하메드 나시드와 함께 연합당을 결성하여 부통령 후보로 출마하였고, 당시 선거에서 승리하여 2008년 11월 11일에 몰디브 부통령으로 임명되었다. 부통령 전에 유니세프의 상임 위원이었으며 1987년에 몰디브인으로서는 최초로 스탠포드 대학교에서 정치 과학으로 박사학위를 받았다. 2012년, 모하메드 나시드가 대통령에서 물러나면서 후임 대통령이 되었다.

## 역대 선거 결과
| 선거명      | 직책명          | 대수 | 정당        | 득표율 | 득표수   | 결과 | 당락 |
| ----------- | --------------- | ---- | ----------- | ------ | -------- | ---- | ---- |
| 2008년 선거 | 몰디브의 부통령 | 2대  | 민족 통일당 | 54.21% | 97,222표 | 1위  |      |